# Dracula gorgona
Dracula gorgona là một loài thực vật có hoa trong họ Lan. Loài này được (A.H.Kent) Luer & R.Escobar mô tả khoa học đầu tiên năm 1978.

## Hình ảnh

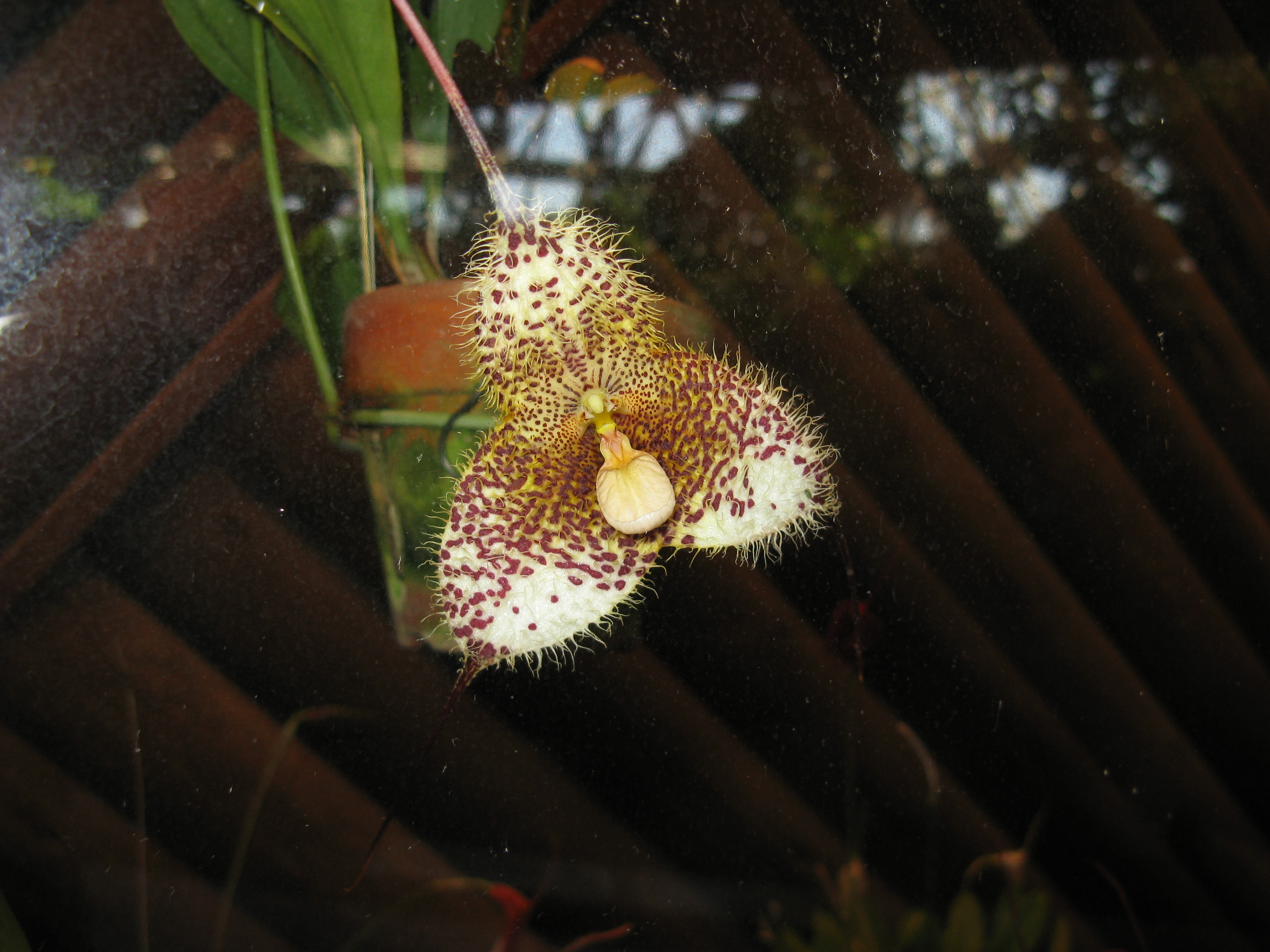